# Glyphocrangon elephas
Glyphocrangon elephas is een garnalensoort uit de familie van de Glyphocrangonidae. De wetenschappelijke naam van de soort is voor het eerst geldig gepubliceerd in 2005 door Komai.